# Myriapora truncata
Myriapora truncata is een mosdiertjessoort uit de familie van de Myriaporidae. De wetenschappelijke naam van de soort werd in 1766 voor het eerst geldig gepubliceerd door Peter Simon Pallas. Myriapora truncata wordt ook wel vals koraal genoemd, vanwege zijn gelijkenis met bloedkoraal (Corallium rubrum).

## Beschrijving
Kolonies Myriapora truncata zijn 15 centimeter hoog en bereiken een diameter van tien, meer zelden meer dan twintig centimeter. Ze hebben bosachtige en gelijkmatig vertakte takken met een ronde doorsnede. Door de oranjerode kleur, de koraalachtige groeivorm en de stompe takuiteinden lijkt de kolonie op een kostbaar koraal waarvan de uiteinden zijn afgebroken. Dode kolonies of delen van kolonies worden geelwit. De individuele dieren zitten in de poriënachtige gaten in de takken. Vanwege zijn opvallende kleur en koloniegrootte is Myriapora truncata een veel voorkomend en gemakkelijk te herkennen mosdiertjessoort.

## Verspreiding
Myriapora truncata is een mosdiertjessoort die overal in de Middellandse Zee en delen van de aangrenzende oostelijke Atlantische Oceaan voorkomt. Het leeft op schaduwrijke en donkere delen van de kust onder uitsteeksels en vooraan in grotten.

## Voortplanting
Een kolonie Myriapora truncata ontwikkelt zich door de ongeslachtelijke voortplanting van een enkel dier (primaire zooïde), die zelf is ontstaan uit geslachtelijke voortplanting. De primaire zooïde produceert dochter-zooïden, die op hun beurt uitlopen en dochter-zooïden vormen. De zooïden zijn hermafrodieten. Larven komen voort uit hun seksuele voortplanting, die zich vervolgens op een geschikt hard substraat nestelen en weer primaire zooïden vormen.